# Alexander McQueen
Alexander McQueen — дом высокой моды, основан владельцем, дизайнером Ли Александром Маккуином в 1992. 

## История

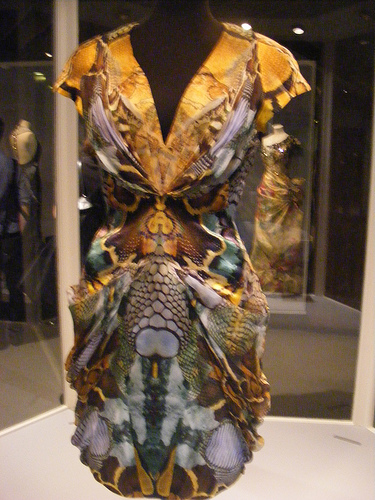
Платье из последней коллекции Александра Маккуина (Музей Виктории и Альберта в Лондоне, 2010)

Дом Alexander McQueen был основан дизайнером Маккуином в 1992 году. Маккуин использовал своё второе имя для лейбла по предложению Изабеллы Блоу. Дому создали репутацию его ранние шокирующие коллекции (из-за которых он получил прозвища «l’enfant terrible» и «хулиган английской моды»), в частности с брюками-«бамстерами» с очень низкой линией талии и коллекция под названием Highland Rape («Изнасилованная Шотландия»). Александр Маккуин организовывал дорогие и нешаблонные показы, такие как, воссоздание кораблекрушения для весенней коллекции 2003 года, игра в шахматы людьми весной 2005 года и показ осенней коллекции в 2006 году, Widows of Culloden («Вдовы Каллодена»), в котором была задействована голограмма супермодели Кейт Мосс в человеческий рост, одетой в ярды волнообразной ткани.
Будучи главным дизайнером дома, Маккуин четыре раза награждался титулом «Британский дизайнер года» в промежутке между 1996 и 2003 годами; он также стал командором ордена Британской империи (CBE) и назван Международным дизайнером года Американским советом дизайнеров моды в 2003 году.
В декабре 2000 года группа Gucci приобрела 51 % дома моды и назначила Маккуина креативным директором. Впоследствии были открыты магазины бренда в Лондоне, Милане, Нью-Йорке, Лос-Анджелесе, Лас-Вегасе и Пекине. Начиная с коллекции весна/лето 2002 The Dance of the Twisted Bull, представленной в октябре 2001 года, показы McQueen были перенесены из Лондона в Париж.
Alexander McQueen запустил свою первую коллекцию мужской одежды в сезоне весна/лето 2005 и продолжает показывать эти коллекции на Миланской неделе моды. Компания запустила свою первую женскую предвесеннею коллекцию вместе с мужской коллекцией в июне 2008 года и с тех пор продолжает выпускать круизные коллекции с весны 2010 года.
Alexander McQueen занялся интернет-торговлей, запустив онлайн-магазин в США в 2008 году. Позже он расширился и на британский рынок в 2010 году. В феврале 2010 года Маккуин покончил жизнь самоубийством. На момент его смерти у компании были долги на сумму 32 миллиона фунтов стерлингов, несмотря на заявленные прибыли от продажи сумок в 2008 году.

## McQ
27 июля 2006 года компания запустила бюджетную линию под названием McQ. Она включает в себя мужскую, женскую одежду и аксессуары, была эксклюзивно разработана Александром Маккуином и распространена по всему миру компанией «SINV SpA» на условиях пятилетнего лицензионного соглашения с Александром Маккуином. Данный бренд нацелен на молодую аудиторию. Весенне-летний сезон 2011 года стал заключительной коллекцией в сотрудничестве с «SINV SpA». В июне 2010 года Пина Ферлиси была назначена креативным директором этой линии.
В августе 2011 года компания объявила о запуске своего первого бутика «McQ» в Лондоне в 2012 году. В ноябре 2011 года было объявлено, что бренд «McQ» впервые будет представлен на Лондонской Неделе моды в феврале 2012 года, а новый бутик «Georgian townhouse» будет содержать женскую, мужскую одежду и аксессуары.

## Сотрудничество
В период с 1996 по 2001 год Александр Маккуин сотрудничал с ювелиром Шоном Лином, который изготавливал ювелирные изделия для его модных показов.
В январе 2003 года Александр Маккуин совместно с парфюмером Жаком Кавалье запустил свой первый аромат «Kingdom», который был выпущен в день рождения дизайнера 17 марта. Лимитированная версия аромата была выпущена в 2004 году. В 2006 году компания выпустила свой второй аромат, «My Queen». 10 октября 2003 года Александр Маккуин сотрудничал с Майклом Кларком для постановки весенней коллекции 2004 года. 15 октября 2003 года Александр Маккуин сотрудничал с певицей Бьорк в «Fashion Rocks», где осенью 2003 года коллекция была представлена в Альберт-Холле.
В 2004 году Александр Маккуин сотрудничал с компанией «Safilo» через лицензионную сделку по запуску линейки очков. В коллекции 2010 года была представлена фирменная деталь черепа. В том же году компания начала сотрудничество с American Express для запуска ультра-эксклюзивной карты. Карта была доступна только по приглашению членов «Amex Platinum card». Чтобы запустить карту, Маккуин провел ретроспективу своих коллекций с 1995 по осень 2003 года.
В 2005 году Александр Маккуин совместно с компанией Puma создал линию мужской и женской обуви, которая вышла весной 2006 года. Коллекция «Alexander McQueen PUMA» основана на соединении традиций и технологий.
В 2007 году «Alexander McQueen» стал первым брендом, принявшим участие в продвижении эксклюзивных косметических релизов фирмы Mac, созданных модельерами. Коллекция была выпущена 11 октября и отражала концепцию, используемую в осенне-зимнем показе McQueen. Вдохновением для коллекции послужил фильм с Элизабет Тейлор, Клеопатра, и поэтому модели носили соответствующий макияж с ярко-синими, зелеными и бирюзовыми тенями и черной подводкой в египетском стиле.
В 2008 году Александр Маккуин сотрудничал с ритейлером массового рынка Target под именем «McQ Alexander McQueen для Target». Эта компания стала первым совместным проектом Target и международного дизайнера. Маккуин назвал Лейлу Мосс из группы «The Duke Spirit» своей музой. В том же году Александр Маккуин сотрудничал с компанией «Samsonite» для производства багажа в его фирменном стиле. Александр Маккуин сотрудничал с Филипом Трейси, чтобы создать шляпы для своей весенней коллекции 2008 года и осенней коллекции 2009 года.
В течение 2009 года МакКуин также сотрудничал с танцовщицей Сильви Гийем, режиссером Робертом Лепажем и хореографом Расселом Малифантом, разрабатывая гардероб для театрального шоу «Eonnagata», режиссером которого был Роберт Лепаж. Фильм «Sylvie Guillem, on the edge», снятый французской продюсерской компанией «A DROITE DE LA LUNE», прослеживает всю историю создания шоу, начиная с первых репетиций, которые проходили в Квебеке, и заканчивая мировой премьерой, которая состоялась в 2008 году в театре Сэдлера Уэллса в Лондоне.
6 октября 2009 года компания совместно с «SHOWstudio» провела онлайн-трансляцию своей весенне-летней коллекции «Plato's Atlantis» на веб-сайте. Обувь из этой коллекции позже была представлена на веб-сайте «SHOWstudio».
В июне 2010 года 58-й номер журнала «Visionaire» под названием «Spirit: A Tribute To Lee Alexander McQueen» был выпущен как дань уважения покойному основателю. В этом выпуске были представлены изображения и обсуждения с редакторами, которые встретились с Маккуином в 2003 году, чтобы обсудить сотрудничество, которое так и не осуществилось. В этом выпуске также представлены материалы Леди Гаги, Стивена Кляйна, Ника Найта и Марио Тестино. Было выпущено всего 1500 пронумерованных копий, причем страницы были сделаны из семенной бумаги, которая прорастет полевыми цветами, как только будет посажена, что символизирует продолжающееся наследие Маккуина.

## Критика
Александр Маккуин впервые подвергся критике в 1995 года по поводу своей весенне-летней коллекции, в которой были представлены его фирменные «бумстерские брюки». В то время брюки были описаны как «неприличные», поскольку они едва прикрывали естественный нисходящий изгиб ягодиц. Коллекция была названа «Highland Rape», Маккуин посвятил ее так называемому «изнасилованию» Шотландии англичанами, тема была для него актуальной, поскольку его семья имеет шотландское происхождение. В коллекции были представлены рваные платья из лоскутов шотландки и шифона, а также усыпанная тампонами юбка
В 1998 году Александр Маккуин сфотографировал Эйми Маллинс и отправил ее на подиум с замысловато вырезанными деревянными ногами — что сделало ее первой особенной моделью, когда-либо показанной на подиуме. На осенне-зимнем показе 2000 года присутствовали активисты по защите прав животных из-за использования меха и кожи в коллекции, а так же полиция из-за сообщения о взрыве бомбы..
Маккуина обвинили в женоненавистничестве после осенне-зимнего шоу на подиуме «The Horn of Plenty»,, где модели с огромными, нелепо нарисованными красными и черными губами были похожи на надувных кукол, а шляпы, сделанные из мусора, такого как алюминиевые банки и клейкая лента, подразумевали, что и сами модели являлись мусором. Точно так же на осенне-зимней коллекции 2010 года были представлены мужчины в странных масках и сетчатых головных уборах, которые намекали на садомазохизм или рабство, а на одном из костюмов был изображен скелет
Во время весенне-летнего шоу «Atlantis catwalk Show 2010 Plato» модели отказались надевать ставшие теперь культовыми 12-дюймовые туфли-броненосцы из-за опасений сломать ноги. Одна из моделей упала в обморок во время показа весенне-летней коллекции 2009 года под названием «Natural Dis-tinction Un-natural Selection» после того, как ее одели в слишком тугой корсет. Леди Гага предстаёт в таких туфлях в музыкальном клипе Bad Romance, она также создала собственную версию в шоколаде, инкрустированную блестящими брызгами для своего рождественского магазина в 2011 году
Универмаг Selfridges в Лондоне столкнулся с негативной реакцией, когда на одной из витрин был представлен повешенный манекен. Позже магазин принёс извинения, заявив, что «представление модного предмета из новой коллекции Александра Маккуина никогда не было связано с безвременной кончиной дизайнера или с тем, как он умер.»

## Дальнейшая судьба бренда
18 февраля 2010 года Роберт Полет, президент и главный исполнительный директор Gucci Group, объявил, что бизнес Александра Маккуина будет продолжаться без его основателя и креативного директора.. Он также добавил, что коллекция McQueen будет представлена во время Парижской недели моды.
27 мая 2010 года Сара Бёртон, помощник Маккуина и его «правая рука», была объявлена новым креативным директором бренда Alexander McQueen с дальнейшими планами запустить коллекцию мужского нижнего белья в июне 2010 года. В линейке нижнего белья были представлены культовые принты из архива Маккуина и логотип на поясе, процент от стартовой коллекции нижнего белья Александра Маккуина был передан различным благотворительным организациям по борьбе со СПИДом по всему миру
В июне 2010 года Бёртон запустила свой первый показ мужской одежды «Pomp and Conditioning» под брендом McQueen, получив в целом положительные отзывы, которые отмечали, насколько сдержанным было это мероприятие. Вскоре после этого она выпустила коллекцию «Womenswear resort», которую хвалили за легкость и наличие «женского почерка». 5 октября 2010 года Бёртон показала свою первую выставку женской одежды в Париже, где она сказала, что ее видение бренда будет «более легким». Шоу было высоко оценено за то, что было одним из самых интересных на Парижской неделе моды, «полным идей» и «более оптимистичным». В финале шоу прозвучала песня Майкла Джексона I'll Be There.
Сара Бёртон является дизайнером свадебного платья Кэтрин Миддлтон для свадьбы с принцем Уильямом, герцогом Кембриджским, которая состоялась 29 апреля 2011 года.
В 2011 году в нью-йоркском Метрополитен-музее состоялась посмертная выставка работ Маккуина — Savage Beauty. Несмотря на то что выставка была открыта всего три месяца, она является одной из самых популярных выставок в истории музея.
Выставка «Savage Beauty» была представлена в Музее Виктории и Альберта в Лондоне с 14 марта 2015 года по 2 августа 2015 года.
28 ноября 2011 года Сара Бёртон стала победителем конкурса «Дизайнер года» на британской премии «Fashion Awards 2011».
По состоянию на январь 2014 года Харли Хьюз является главой отдела дизайна мужской одежды Александра Маккуина.
В июле 2015 года Кэтрин, герцогиня Кембриджская, надела кремовый наряд от Александра Маккуина на крестины принцессы Шарлотты Кембриджской.

## Магазины
- Азия: 23 (Китай, Гонконг (5), Макао (3), Япония, Корея, Таиланд, Филиппины, Малайзия, Индонезия)
- Австралия: 1 (Мельбурн)
- Европа: 7 (Лондон (2), Милан, Москва (2), Париж и Вена)
- Ближний Восток: 4 (Абу-Даби И Дубай (2), Катар)
- Соединенные Штаты Америки: 6 (Даллас, Лас-Вегас, Лос-Анджелес, Майами, Нью-Йорк и Сан-Франциско)

## Список коллекций Александра Маккуина
Каждая коллекция Alexander McQueen имела своё название, посвящённое определённой тематике. Традиция закончилась осенью 2010 года со смертью Маккуина, и последующие коллекции выпускаются без названий.
| Коллекции женской одежды: - 1992 Graduate Collection — Jack The Ripper Stalks His Victims - Осень/Зима 1993 — Taxi Driver - Весна/Лето 1994 — Nihilism - Осень/Зима 1994 — Banshee - Весна/Лето 1995 — The Birds - Осень/Зима 1995 — Highland Rape - Весна/Лето 1996 — The Hunger - Осень/Зима 1996 — Dante - Весна/Лето 1997 — Bellmer La Poupee - Осень/Зима 1997 — It’s A Jungle Out There - Весна/Лето 1998 — Untitled (Originally The Golden Shower) - Осень/Зима 1998 — Joan - Весна/Лето 1999 — No. 13 - Осень/Зима 1999 — The Overlook - Весна/Лето 2000 — Eye - Осень/Зима 2000 — Eshu - Весна/Лето 2001 — Voss - Осень/Зима 2001 — What A Merry-Go-Round - Весна/Лето 2002 — The Dance of The Twisted Bull - Осень/Зима 2002 — Supercalifragilistic - Весна/Лето 2003 — Irere - Осень/Зима 2003 — Scanners - Весна/Лето 2004 — Deliverance - Осень/Зима 2004 — Pantheon as Lecum" - Весна/Лето 2005 — It’s Only a Game - Осень/Зима 2005 — The Man Who Knew Too Much - Весна/Лето 2006 — Neptune - Осень/Зима 2006 — The Widows of Culloden - Весна/Лето 2007 — Sarabande - Осень/Зима 2007 — In Memory of Elizabeth Howe, Salem, 1692 - Весна/Лето 2008 — La Dame Bleue - Осень/Зима 2008 — The Girl Who Lived in the Tree - Весна/Лето 2009 — Natural Dis-tinction Un-natural Selection - Осень/Зима 2009 — The Horn of Plenty - Весна/Лето 2010 — Plato's Atlantis - Осень/Зима 2010 — Angels & Demons(Unofficially titled) - Весна/Лето 2011 — Untitled - Осень/Зима 2011 — Untitled - Весна/Лето 2012 — Untitled - Осень/Зима 2012 — Untitled - Весна/Лето 2013 — Untitled - Осень/Зима 2013 — Untitled - Весна/Лето 2014 — Untitled - Осень/Зима 2014 — Untitled - Весна/Лето 2015 — Untitled - Осень/Зима 2015 — The Spirit of the Rose | Коллекции мужской одежды: - Осень/Зима 2004 — Textist - Весна/Лето 2005 — Untitled - Осень/Зима 2005 — Untitled - Весна/Лето 2006 — Killa - Осень/Зима 2006 — Untitled - Весна/Лето 2007 — Harlem - Осень/Зима 2007 — The Forgotten - Весна/Лето 2008 — Please, Sur - Осень/Зима 2008 — Pilgrim - Весна/Лето 2009 — Love You - Осень/Зима 2009 — The McQueensbury Rules - Весна/Лето 2010 — An Alexander Film Directed by David Sims - Осень/Зима 2010 — An Bailitheor Cnámh - Весна/Лето 2011 — Pomp and Circumstance - Осень/Зима 2011 — Untitled - Весна/Лето 2012 — Untitled - Осень/Зима 2012 — Untitled - Весна/Лето 2013 — Untitled - Осень/Зима 2013 — Untitled - Весна/Лето 2014 — Untitled - Осень/Зима 2014 — Untitled - Весна/Лето 2015 — Untitled - Осень/Зима 2015 — Untitled - Весна/Лето 2016 — The Sea |